# Імперський Орден Півмісяця
Імперський Орден Півмісяця (осман. نشانِ خلال, англ. Imperial Order of the Crescent) — лицарський орден, заснований 1799 року султаном Османської імперії Селімом III для нагородження немусульман представників інших держав.

## Історія
Османський Орден Півмісяця було засновано 1799 року султаном Селімом III. Жоден з існуючих, на той час, османських орденів не міг бути наданий немусульманам - представникам християнських держав, тому султан Селім ІІІ спеціально створив Орден Півмісяця. Першим лицарем ордену став Гораціо Нельсона, англіканин, за перемогу в битві при Нілі. 
Знаки ордену, а також челенк, були надіслані Г. Нельсону у серпні 1799 року. Пізніше цим орденом нагороджувалися англійці, що боролися проти наполеонівських війська та флоту в Єгипті та Східному Середземномор'ї у 1801 році.
Орден був срібною променистою зіркою у формі ромба, вишитою срібною ниткою на блакитному тлі з зіркою та півмісяцем у центрі. Мав червону стрічку, яку слід носити з півмісяцем ліворуч від зірки. 
Орден мав два ступені: лицар першого класу та лицар другого класу: члени першого класу носили відзнаку на стрічці із додатком значка (звисав на комірі), тоді як лицарі другого класу носили дещо меншу версію без зірки та коштовностей; або орнаментом і вужчою стрічкою (по діагоналі стрічки від одного плеча до протилежної талії).

## Нагороджені
- Гораціо Нельсон 1799
- Томас Стейнс 1801
- Чарльз Шомберг 1801
- Пилип Беавер 1801
- Вільям Хьюстон 1801
- Джон Хели-Хатчинсон
- Кут Ейр
- Джордж Елфінстон
- Річард Бікертон, нагороджені Селімом ІІІ
- Себастьяні де Ла Порта 1807, нагороджений Мустафою IV
- Арман Шарль Гільєміно
- Іван Паскевич 1807
- Володимир Свідерський 1915.